# La Reforma, Santa María Tonameca
La Reforma är en ort i Mexiko.   Den ligger i kommunen Santa María Tonameca och delstaten Oaxaca, i den sydöstra delen av landet, 500 km sydost om huvudstaden Mexico City. La Reforma ligger 21 meter över havet och antalet invånare är 385.
Terrängen runt La Reforma är platt åt sydväst, men åt nordost är den kuperad.  Närmaste större samhälle är San Pedro Pochutla, 15,0 km öster om La Reforma. 